# Avenida Georgia–Petworth (Metro de Washington)
Avenida Georgia–Petworth es una estación subterránea en la línea Amarilla en los horarios no tan transitados y la línea Verde todo el tiempo del Metro de Washington, administrada por la Autoridad de Tránsito del Área Metropolitana de Washington. La estación se encuentra localizada en la Avenida Georgia en el cuadrante noroeste de Washington D. C.. La estación cuenta con mosaicos de neón llamados Woven Identities.

## Conexiones
- WMATA Metrobus